# 문암초등학교
문암초등학교는 대한민국 경상남도 함안군에 있는 공립 초등학교이다.

## 학교 연혁
- 1941년 4월 1일: 문암간이학교 인가
- 1944년 5월 4일: 문암국민학교 승격 개교

## 참고 자료
- 문암초등학교 - 한국교육학술정보원 학교알리미